# ナナカラット
ナナカラットは、日本のバンド。ボーカルおよび作詞・作曲を担当するAsamiと、ギターおよび楽曲制作を担当するTetsuyaの2人組で構成される物語系朗読ロックユニット。 現所属事務所はCore Elements(プライベート事務所)、現所属レーベルはCore Elements(プライベートレーベル) 。2014年7月2日に日本コロムビアよりメジャー1stフルアルバム『リインカクラウド』でメジャーデビュー。 
東京椎名町にあるミュージカルカフェ「Cafe & Diner Offza」を経営している。 
また、鈴木愛奈の1stアルバム「ring A ring」・音戯の譜〜CHRONICLE〜などに楽曲提供も行なっている。 

## 概要
名前の由来は、「虹のように七色に、宝石のようにキラキラと輝きたいという思いが込められている」。
略称は、ナナカラ。英文表記は「Nana-carat」

## メンバー
- Asami（あさみ、7月18日 - ） 東京都出身 B型 164cm。
  - Vocal・作詞・作曲担当。(稀にギター・ピアノ)
  - 愛称は「あさみん」
  - 複数台(4台以上)のパソコン(Mac、Windows)と共にiPad等のタブレット端末等を所持する自称「パソコン持っている女子」である。[3]
  - ニコニコ生放送・ツイキャスなどで生放送をしている生放送主(生主)であり[4]、ファンを「カラッツ」と称している。
  - 図書館司書の資格を取得している。[5]読書は趣味のひとつであり、[6]また裁縫や絵を描くのが好きである[7]と共にピアノやアロマセラピーも趣味である。株式会社コアエレメンツの代表取締役。[8]
- Tetsuya（てつや、12月22日 - ） 兵庫県出身 AB型 178cm。
  - Guitar・作曲・編曲担当。(稀にピアノ)
  - 愛称は「てっちゃん」
  - 過去には、ニコニコ生放送や、ツイキャスなどで生放送をしていた生主であり、現在はほぼ生放送はしていない。Macユーザー。[9]

## 略歴
- 2007年
  - 10月17日 ZONEのコピーバンドとして結成。
- 2008年
  - 12月14日 バンドフェスティバルinGOTEMBAにてグランプリ受賞。
- 2009年
  - 4月14日 Innocent Recordsより限定生産シングル『夢のカケラ』でインディーズデビュー。
  - 6月5日 オンラインRPGのイメージソングを書き下ろしオムニバスCD『わんだ☆For ～Wonderland ONLINE』全国リリース。
- 2010年
  - 1月 ハンゲーム、歌謡タイピング劇場にて楽曲提供開始。
  - 4月19日 2ndシングル『ヒカリバナ』リリース。
  - 7月7日 1stフルアルバム『ナナイロストーリー』リリース。
  - 『ヒカリバナ』と『ナナイロストーリー』はゲストミュージシャンに小柳"cherry"昌法(LINDBERG)を迎えた作品となっている。
- 2011年
  - 2月11日 2ndフルアルバム『ユメノカタチ』リリース。
  - 8月24日 初の全国ツアーファイナルワンマンライブをSHIBUYA BOXXで行う。
  - 10月17日 初のライブDVD「～終わりなき夢の途中～」リリース。
- 2012年
  - 1月1日 Asamiがニコ生でコミュニティ『アサミント★チョコミント(仮) 』を開設して毎日連続生放送を開始。（30時間制（ニコ生時間）でカウント）
  - 6月8日 3rdフルアルバム『ノスタルシーズン』リリース。
  - 6月21日 シングルCDから、わらしべ交換で漁船に到達し、被災地の岩手県大槌町吉里吉里港へ届けた【漁船お届けプロジェクト】が話題となり、日本テレビ「スッキリ!!」や朝日新聞社会面等に取り上げられる。
  - 9月26日 ニコ生公式有料放送（Pulse Studioチャンネル）で、『ナナカラ学園』を開始する。
  - 10月17日 SHIBUYA BOXXにて結成5周年記念ワンマンライブ。
  - 11月1日 Tetsuyaがニコ生でコミュニティ『サウンドシェフ』を開設して毎日連続生放送を開始。。（30時間制（ニコ生時間）でカウント）
- 2013年
  - 2月8日 4thフルアルバム『ホシゾラポケット』リリース。
  - 2月9日～2月11日には初の北海道ツアーにてさっぽろ雪まつりのステージにて4ステージを披露。
  - 3月11日 『被災地に打ち上げ花火を上げよう企画』で、大槌町吉里吉里港に60発の打ち上げ花火を上げる[10]。
  - 7月7日 5thフルアルバム『ソラシティア』リリース。
  - 7月22日 Tetsuyaがツイキャスを初配信。
  - 10月3日 Asamiがツイキャスを初配信。
- 2014年
  - 1月11日 ワンマンライブで日本コロムビアよりメジャーデビューすることを発表した。
  - 4月29日 6thフルアルバム『トリックエンカウント』リリース。
  - 5月 Tetsuyaがアルパを始める。
  - 7月2日 日本コロムビアよりメジャー1stフルアルバム『リインカクラウド』でメジャーデビュー。
  - 8月27日 『リインカクラウド』リリース記念ワンマン公演@ニコファーレDVDリリース。
  - 11月1日 Tetsuyaのニコ生毎日連続生放送が2周年を迎える。
  - 11月21日 シングルCD『7年目のクリスマス』リリース。
  - 12月20日 Indies Complate BOX『キセキノカケラ〜ハジマリノオト〜』リリース。
- 2015年
  - 7月27日 Asamiがツイキャスでも本格的に配信を始める。
  - 8月5日 メジャー2ndフルアルバム『夕凪シンキロウ』リリース。
  - 8月22日・23日 中京テレビ「24時間テレビ チャリティーライブ2015」(栄・久屋広場)に出演。
  - 11月4日-25日 『comico秋の音楽祭2015』で『ReLIFE』83話とコラボレーション。『バトンタッチ』を楽曲提供する。
- 2016年
  - 7月7日 メジャー3rdフルアルバム『幻影イノセンス』リリース。
  - 7月7日 オフィシャルファンクラブ『おにぎり山登り隊』開設。
  - 8月27日・28日 中京テレビ「24時間テレビ チャリティーライブ2016」(栄・もちの木ステージ)に出演。
- 2017年
  - 3月22日 メジャー4thフルアルバム『シンクロニシティ～あの空、見上げる君は。～』リリース。
  - 8月24日 AsamiがYouTube Liveを始める。
  - 11月8日 Tetsuyaのニコ生での毎日連続生放送が、メンテナンスの影響により配信開始出来ず、1833日で連続記録が途絶える。ツイキャスで配信したため、配信連続記録としては更新中。
  - 11月23日 Asamiがインスタグラムライブで初配信。
  - 12月30日 Asamiが「Perky!」（現・MeMe Live）（スマホ用アプリ）で配信開始。
  - 12月31日 TetsuyaがPerky!で配信開始。
- 2018年
  - 1月11日 Asamiのニコ生での毎日連続生放送が2202日で連続記録が途絶える。Perky!で長時間配信を行っており、配信連続記録としては更新中。
  - 4月15日 ニコ生公式有料放送（Pulse Studioチャンネル）で、『ナナカラ学園』が終了する。
  - 5月29日 Tetsuyaが「MeMe Live」での配信を終了。[11]
  - 6月9日 ファンクラブ限定リクエストライブを開催。一度も歌われることのなかった「リプレイ」が披露される。
  - 6月30日 Asamiが「MeMe Live」での配信を終了。
  - 8月30日 11thフルアルバム『シンデレラシンドローム』、12thフルアルバム『BRAVE SWORD』2枚同時リリース。
  - 8月31日 所属事務所の『INNOCENT MUSIC』を退所。
  - 10月20日 Asamiがニコニコチャンネルで、『ナナカラット Asamiのアサミント☆チョコミント(β)』を開始する。
- 2019年
  - 7月7日 13thフルアルバム『Core Elements～あの日の約束～』、14thフルアルバム『キオクノカケラ』2枚同時リリース。
  - 7月7日 Asami原作「ソラシティア-僕らの理想郷-」のアニメ化を目指し、クラウドファンディングを開始。
  - 10月17日 13thアルバム名から命名した「株式会社コアエレメンツ」をナナカラット結成12周年の日に設立。
  - 11月6日 音戯の譜〜CHRONICLE〜に収録の「Keep on...」を楽曲提供。
  - 12月15日 渋谷ストリームホールにて、オーケストラライブを開催。
- 2020年
  - 1月22日 鈴木愛奈の1stアルバム「ring A ring」に収録の「アイナンテ」を楽曲提供。
  - 6月18日 15thフルアルバム『Brainstorm』リリース。
- 2021年
  - 3月8日 東京椎名町にあるミュージカルカフェ「Cafe & Diner Offza」を事業譲渡により経営開始。
- 2022年
  - 1月22日 16thフルアルバム『RE:BIRTH-光の記臆-』リリース。
  - 1月22日 オリジナルショートアニメ「ソラシティア」サウンドトラック『RE:PERIOD-碧い未来、愛の色。-』リリース。

## 作品

### シングル
☆はインディーズ盤、★は企画盤
|       | リリース日     | タイトル               | c/w                                | 規格品番  | 備考                                                                  |
| ----- | -------------- | ---------------------- | ---------------------------------- | --------- | --------------------------------------------------------------------- |
| ☆ 1st | 2009年4月14日  | 夢のカケラ             | 小さなカケラ                       |           | 完売                                                                  |
| ☆ 2nd | 2010年4月19日  | ヒカリバナ             | 大丈夫◎                            | IRCD-1108 | 完売                                                                  |
| 3rd   | 2014年11月21日 | 7年目のクリスマス      | (全4曲収録)                        | WICD-1405 |                                                                       |
|       | 2015年5月1日   | 土砂降り。君、笑顔。   | ニーッコニコ♪(*´▽`*)～生放送の歌～ |           | 『WITH YOU JOYOUS TIMES ARE HERE ～EASTER SPECIAL～』アルバム予約特典 |
|       | 2015年8月5日   | あなたにHappy Birthday | あなたにHappy Birthday (カラオケ)  |           | 『夕凪シンキロウ』アルバム予約特典                                    |
|       |                | 絆 -My dearest-        |                                    |           | アルバム予約特典                                                      |
|       | 2018年8月30日  | ナイトブレイカー       |                                    |           | アルバム予約特典                                                      |

### アルバム
☆はインディーズ盤、★は企画盤
|       | リリース日     | タイトル                                                           | 販売生産番号         | 備考 |
| ----- | -------------- | ------------------------------------------------------------------ | -------------------- | --- |
| -     | 2008年9月7日   | 奇跡                                                               | -                    | ミニアルバム (ファンクラブショップでのみ販売) |
| ★     | 2009年6月5日   | わんだ☆For～Wonderland ONLINE                                      | HOSH-2041            | 「永遠のムコウ」収録 |
| ☆ 1st | 2010年7月7日   | ナナイロストーリー                                                 | POCD-1046            | |
| ☆ 2nd | 2011年2月11日  | ユメノカタチ                                                       | IRCD-1108            | |
| ☆ 3rd | 2012年6月8日   | ノスタルシーズン                                                   | ASCD-1203            | |
| ☆ 4th | 2013年2月8日   | ホシゾラポケット                                                   | ASCD-1310            | |
| ☆ 5th | 2013年7月7日   | ソラシティア                                                       | ASCD-1315            | |
| ★     | 2013年11月16日 | ナナカラット Complete Box 「キセキノカケラ」                       | -                    | |
| ☆ 6th | 2014年4月29日  | トリックエンカウント                                               | ASCD-1422            | |
| 7th   | 2014年7月2日   | リインカクラウド                                                   | COCP-38495           | メジャーデビューアルバム |
| ★     | 2014年12月20日 | ナナカラット Indies Complate BOX キセキノカケラ 〜ハジマリノオト〜 | ASCD-1545、ASCD-1546 | |
| ★     | 2015年5月1日   | WITH YOU JOYOUS TIMES ARE HERE ～EASTER SPECIAL～                  | WICD-1501            | 「不完全で愛すべき世界」収録 |
| 8th   | 2015年8月5日   | 夕凪シンキロウ                                                     | COCP-39219           | メジャー2枚目のフルアルバム |
| 9th   | 2016年7月7日   | 幻影イノセンス                                                     | COCP-39644           | メジャー3枚目のフルアルバム |
| 10th  | 2017年3月22日  | シンクロニシティ～あの空、見上げる君は。～                         | COCP-39882           | メジャー4枚目のフルアルバム |
| 11th  | 2018年8月30日  | シンデレラシンドローム                                             | ASCD-18132           | 『BRAVE SWORD』と同時リリース |
| 12th  | 2018年8月30日  | BRAVE SWORD                                                        | ASCD-18133           | 『シンデレラシンドローム』と同時リリース |
| 13th  | 2019年7月7日   | Core Elements～あの日の約束～                                      | CENCA-19013          | 『キオクノカケラ』と同時リリース |
| 14th  | 2019年7月7日   | キオクノカケラ                                                     | CENCA-19014          | 『Core Elements～あの日の約束～』と同時リリース |
| 15th  | 2020年6月18日  | BrainStorm                                                         | CENCA-20015          | |
| 16th  | 2022年1月22日  | RE:BIRTH-光の記臆-                                                 | CENCA-22016          | 『RE:PERIOD-碧い未来、愛の色。-』と同時リリース |
|       | 2022年1月22日  | RE:PERIOD-碧い未来、愛の色。-                                      | CENCA-22016S         | 『RE:BIRTH-光の記臆-』と同時リリース。Asami原作オリジナルアニメ「ソラシティア」のサウンドトラック。ナナカラットおよびマナツ cv 鈴木愛奈が歌うアニメ挿入歌収録 |

### DVD
|     | リリース日     | タイトル                                                      | 販売生産番号  |
| --- | -------------- | ------------------------------------------------------------- | ------------- |
| 1st | 2011年10月17日 | ～終わりなき夢の途中～                                        | IRDV-1104     |
| 2nd | 2014年8月27日  | 「リインカクラウド」リリース記念ワンマン公演@ニコファーレ DVD | ASDV-1408     |
| 3rd | 2019年11月22日 | スペシャルワンマンライブ Core Elements～あの日の約束～summer  | CENCDVD-19003 |
| 4th | 2020年3月22日  | スペシャルワンマンライブ Core Elements～あの日の約束～winter  | CENCD-20004   |

### Blu-ray
| リリース日     | タイトル                                                     | 商品番号     |
| -------------- | ------------------------------------------------------------ | ------------ |
| 2019年11月22日 | スペシャルワンマンライブ Core Elements～あの日の約束～summer | CENCBD-19001 |
| 2020年3月22日  | スペシャルワンマンライブ Core Elements～あの日の約束～winter | CENCB-20002  |

### 配信のみ
| リリース日    | タイトル     | 備考                           |
| ------------- | ------------ | ------------------------------ |
| 2015年11月4日 | バトンタッチ | 『ReLIFE』83話に提供           |
| 2016年4月25日 | 臆病な嘘ツキ | 『坊ちゃんとメイド』47話に提供 |

### アニメ
2022年1月22日公開
Asami原作オリジナルアニメ「ソラシティア-僕らの理想郷-」
Asamiが物語を書いてから約9年かけ、実現。
キャラクターボイスに、悠木碧、鈴木愛奈、堀内賢雄、矢口アサミらを迎えた本格ショートアニメ。
★アニメ「ソラシティア」特設サイト